# Tiburones Rojos de Veracruz Premier
El Tiburones Rojos de Veracruz Premier fue un equipo de Fútbol de la ciudad de Veracruz en el estado de Veracruz, participaba en la Serie A de la Segunda División de México, y fue filial de los Tiburones Rojos de Veracruz.

## Historia
El 25 de mayo de 2015 se anunció que los 18 equipos de Primera División tendrían un equipo filial en la Liga Premier de la Segunda División, para que los jugadores que superen los 20 años de edad y ya no puedan participar en la categoría Sub-20 se mantengan activos. Así, Tiburones Rojos fundó la filial de Segunda División llamándola "Tiburones Rojos de Veracruz Premier". Al mismo tiempo que esto ocurrió, el Atlético Coatzacoalcos desapareció, por lo que se decidió que Tiburones Rojos Premier tuviera como sede la ciudad de Coatzacoalcos. El equipo solo permaneció dos años en Coatzacoalcos y para la temporada 2017-18 se mudaron a Veracruz.
En 2018, el requisito reglamentario de tener un equipo en Liga Premier fue eliminado, debido a que la directiva de los Tiburones Rojos ya contaba con el equipo Albinegros de Orizaba, trasladó esta escuadra al puerto y la convirtió en su filial principal, por lo que el Veracruz Premier fue eliminado y su plantilla colocada en el equipo albinegro.

## Estadio
Su primera casa fue el Estadio Rafael Hernández Ochoa en Coatzacoalcos. A partir del 2017 sus juegos como local los disputaron en el Centro de Alto Rendimiento de Veracruz.

## Temporadas
Franquicia Atlético Coatzacoalcos
| Apertura 2015 | 3.Segunda LPA     | 13o. Grupo III                 |
| Clausura 2016 | 3.Segunda LPA     | 13o. Grupo III                 |
| Apertura 2016 | 3.Segunda LPA     | 14o. Grupo III                 |
| Clausura 2017 | 3.Segunda LPA     | 8o. Grupo III                  |
| Apertura 2017 | 3.Segunda Serie A | 4o. Grupo II                   |
| Clausura 2018 | 3.Segunda Serie A | 13o. Grupo II (Cuartos Filial) |